# دریای سفید
دریای سفید (به روسی: Бе́лое мо́ре) دریایی است در سواحل شمال غربی روسیه و یک شاخه و پهنه آبی جانبی از دریای بارنتز به‌شمار می‌آید.
دریای سفید از سوی غرب با کارلیا، از سمت شمال با شبه‌جزیره کولا، و از جهت شمال شرق با شبه‌جزیره کانین محدود شده‌است. مساحت دریای سفید ۹۰٬۰۰۰ کیلومتر مربع است و توسط خاک روسیه محصور شده‌است.
راه ورودی به دریای سفید آبراهه‌ای است بین شبه جزیره کولا (که بخشی از لاپلند است) در غرب و شبه‌جزیره کانین در شرق. دریای بالتیک به وسیله کانال دریای سفید–بالتیک با این دریا پیوند دارد.
تمام دریای سفید در حاکمیت کشور روسیه است و بخشی از آب‌های داخلی این کشور محسوب می‌شود. دریای سفید سه خلیج بزرگ در داخل خود دارد به نام‌های: کاندالاکشا (شمال غرب)، خلیج اونِگا (جنوب غرب) و خلیج دوینا (جنوب). در سمت شمال غرب یک خلیج دیگر نیز قرار دارد به نام خلیج مِزِن. جزایر متعددی در این دریا واقع شده‌است اما اغلب آن‌ها کوچک هستند. بزرگ‌ترین جزایر این دریا جزایر سولووتسکی نام دارند که در محدوده ورود به خلیج اونگا جای گرفته‌اند. جزیره کیی که در پانزده‌کیلومتری روبه‌روی شهر اونگا واقع شده به خاطر وجود صومعه‌های قدیمی از محل‌های گردشگری است.
دریای سفید از نظر تقسیمات کشوری بین استان‌های آرخانگلسک و مورمانسک و جمهوری کارلیا تقسیم شده‌است.
بندر مهم آرخانگلسک در کنارهٔ دریای سفید واقع شده‌است. این بندر در طی بیشتر تاریخ روسیه مرکز اصلی بازرگانی بین‌المللی دریایی این کشور بود. تجارت در این بندر در دست پومورها (کرانه‌نشینان) بود که از شهر خولموگوری آمده‌بودند. آرخانگلسک در دوران معاصر یکی از پایگاه‌های مهم دریایی و زیردریایی شوروی‌ها بود.
دریای سفید به همراه دریای سیاه، دریای سرخ و دریای زرد یکی از چهار دریا است که نام یکی از رنگ‌ها را بر خود دارند.

## تاریخچه
ساکنان نووگورود دست‌کم از سده ۱۱ میلادی در مورد دریای سفید خبرهایی داشتند و به سرعت به شناسایی اهمیت تجاری آن برای کشتیرانی و جنگل‌های ساحلی آن که دارای حیوانات خزدار است، پرداختند. یکی از نخستین سکونتگاه‌ها در نزدیک این دریا در اواخر قرن ۱۴ در خولموگوری توسعه پیدا کرد، که در کرانه شمالی رودخانه دوینا قرار دارد. از آنجا، در سال ۱۴۹۲، یک ناوگان بازرگانی با بار دانه گندم و که سفیران ایوان سوم روسیه را نیز همراه داشت به دانمارک رفت و بدین ترتیب اولین بندرگاه بین‌المللی روسیه آغاز به‌کار کرد.
اولین کشتی خارجی که به خولموگوری وارد شد، یک کشتی انگلیسی به نام ادوارد بون‌آونتور به فرماندهی ریچارد چنسلور بود که در سال ۱۵۵۳ به این مکان رسید. همراه با دو کشتی دیگر تحت فرماندهی هیو ویلوبی، خدمه او به دنبال یک مسیر شمالی به سوی هندوستان و چین بودند. این سفر، که از سوی پادشاه انگلستان، ادوارد ششم، و گروهی شامل حدود ۲۴۰ بازرگان انگلیسی تأمین مالی می‌شد از لندن مجوز داشت تا با مناطق مسیر راه روابط بازرگانی ایجاد کند.
ارتباطات تجاری داشت. کشتی‌های ویلوبی از هم جدا شده بودند و دو کشتی دیگر در دریا گم شدند، اما ادوارد بون‌آونتور موفق به عبور از دریای سفید شد و به خولموگوری رسید. از آنجا چنسلور به مسکو منتقل شد و به ملاقات تزار روسی، ایوان چهارم رفت. ریچارد چنسلور پس از بازگشت از روسیه در سال ۱۵۵۴، شرح مفصلی از مسکو و شمال روسیه، که عمدتاً در اروپا ناشناخته بود، به همراه نامه‌ای از تزار که در آن برای برقراری روابط تجاری با انگلیس ابراز تمایل کرده‌بود، به ارمغان آورد. در سال ۱۵۵۵ ملکه ماری منشوری صادر کرد که به شرکت مسکووی مجوز تجارت با روسیه از مسیر دریای سفید را اعطا می‌کرد.
کشتی‌های هلندی به زودی در پی کشتی‌های انگلیسی راهی این دریا شدند و بندر خولموگوری از مکان‌های پرجنب‌وجوش حمل محموله‌های خز و ماهی شد. در آن زمان مغازه‌ها و کارخانه‌های محلی و خارجی در شهر تأسیس شد. این بندر با یک قلعه که در سال ۱۶۱۳ توسط ارتش لهستانی-لیتوانیایی تأسیس شد، تقویت گشت. این بندر بر روی آب‌های کم‌عمق رودخانه عمل می‌کرد و ظرفیت کشتیرانی محدودی داشت، و این باعث شد که با افزایش رفت‌وآمدها به مشکل برخورد کند. ایوان چهارم تصمیم گرفت به جای گسترش بندر قدیمی، در سال ۱۵۸۴ یک بندر جدید در پایین‌دست رودخانه ایجاد کند به نام آن «خولموگوری نو» که از سال ۱۵۹۶ نام آرخانگلسک به خود گرفت.
بین قرن ۱۵ و اوایل قرن ۱۸ میلادی، دریای سفید به عنوان یک مسیر تجارت بزرگ در داخل و به خارج از روسیه خدمت کرد. این نقش بعداً با تأسیس سن‌پترزبورگ (۱۷۰۳) کاهش یافت زیرا سن‌پترزبورگ از طریق دریای بالتیک ارتباط مستقیم‌تر و بدون یخبندانی بین روسیه و بخش عمده‌ای از اروپای غربی داشت. از دهه ۱۹۲۰، بیشتر ترابری دریایی روسیه از دریای سفید به بندر جدید مورمانسک (که به‌طور رسمی در سال ۱۹۱۶ تأسیس شد) منتقل شد، زیرا آب دریا در اطراف این بندر در زمستان منجمد نمی‌شود.
گفته می‌شود که در بهار ۱۹۴۰، کمیساریای خلق در امور داخلی (اِن‌کاوه‌ده) که در اتحاد جماهیر شوروی تحت رهبری ژوزف استالین نقش سازمان امنیت داخلی را بر عهده داشت، حدود ۱۰ هزار نفر پرسنل نظامی لهستانی را با قایق از دریای سفید به بیرون برد و عمداً آنها را غرق کرد. اجساد بیش از ۴٬۰۰۰ افسر پلیس لهستانی، مأمور پلیس و سایر پرسنل بازداشت‌شده در اردوگاه کوزیلسک که توسط اِن‌کاوه‌ده کشته شده‌اند پس از کشتار کاتین در جنگل کاتین پیدا شد. با این حال، پیکرهای تقریباً حدود ۱۰ هزار پرسنل دیگر از دو اردوگاه دیگر، هرگز پیدا نشد اما گزارش‌ها حاکی است که برخی از گمشده‌ها کسانی هستند که دسته‌جمعی آنها را به دریای سفید ریخته و غرق کرده‌اند.

## آب‌شناسی
کف دریای سفید به‌طور میانگین ۶۰ متر زیر سطح دریا است و بیشینه عمق آن ۳۱۴ متر است. آبراههٔ بین دریای سفید و دریای بارنتز کم‌عمق است و ژرفای آن به حداکثر ۴۰ متر زیر سطح دریا می‌رسد. این امر، تبادل آب بین دو دریا را محدود می‌کند. تفاوت ارتفاع جزرومد هم در این بخش از دریا محدود است و به‌طور متوسط یک متر بیشتر نیست. در خلیج‌های دریای سفید تفاوت بین سطح آب در جزر و مد می‌تواند تا ۱۰ متر برسد، برای نمونه در خلیج مزن.
رودخانه‌هایی که به دریای سفید می‌ریزند سالانه حدود ۲۱۵ کیلومتر مربع آب شیرین همراه خود می‌آورند. بیشترین حجم آب شیرین ورودی مربوط به رود دوینا است که حدود ۸۰٪ از کل آب‌های ورودی را تشکیل می‌دهد. رود مزن نیز که در منتهی‌الیه شمال شرق دریا وارد دریای سفید می‌شود از یک تأمین‌کننده عمده آب دریا است.
ماه مه اوج زمانی است که آب ذوب‌شده از برف‌ها به دریا می‌رسد و در فوریه و مارس عرضه آب شیرین به حداقل می‌رسد. هر ساله حدود ۲٬۲۰۰ کیلومتر مربع آب از دریای سفید خارج می‌شود، اما یک جریان زیرآبی در هزار کیلومتر مربع آب شور را به دریا بازمی‌گرداند.

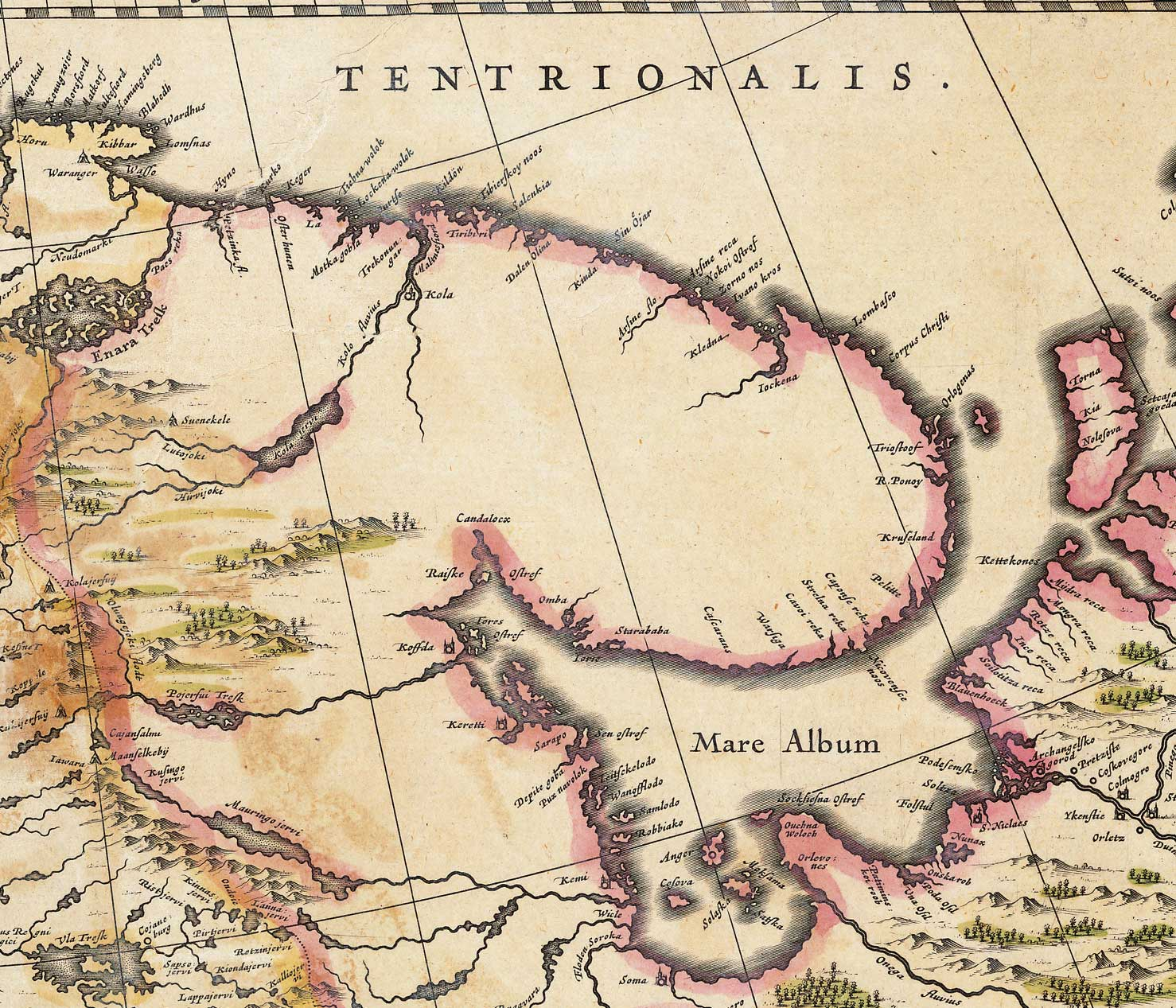
نقشه قدیمی دریای سفید (۱۶۳۵ میلادی)
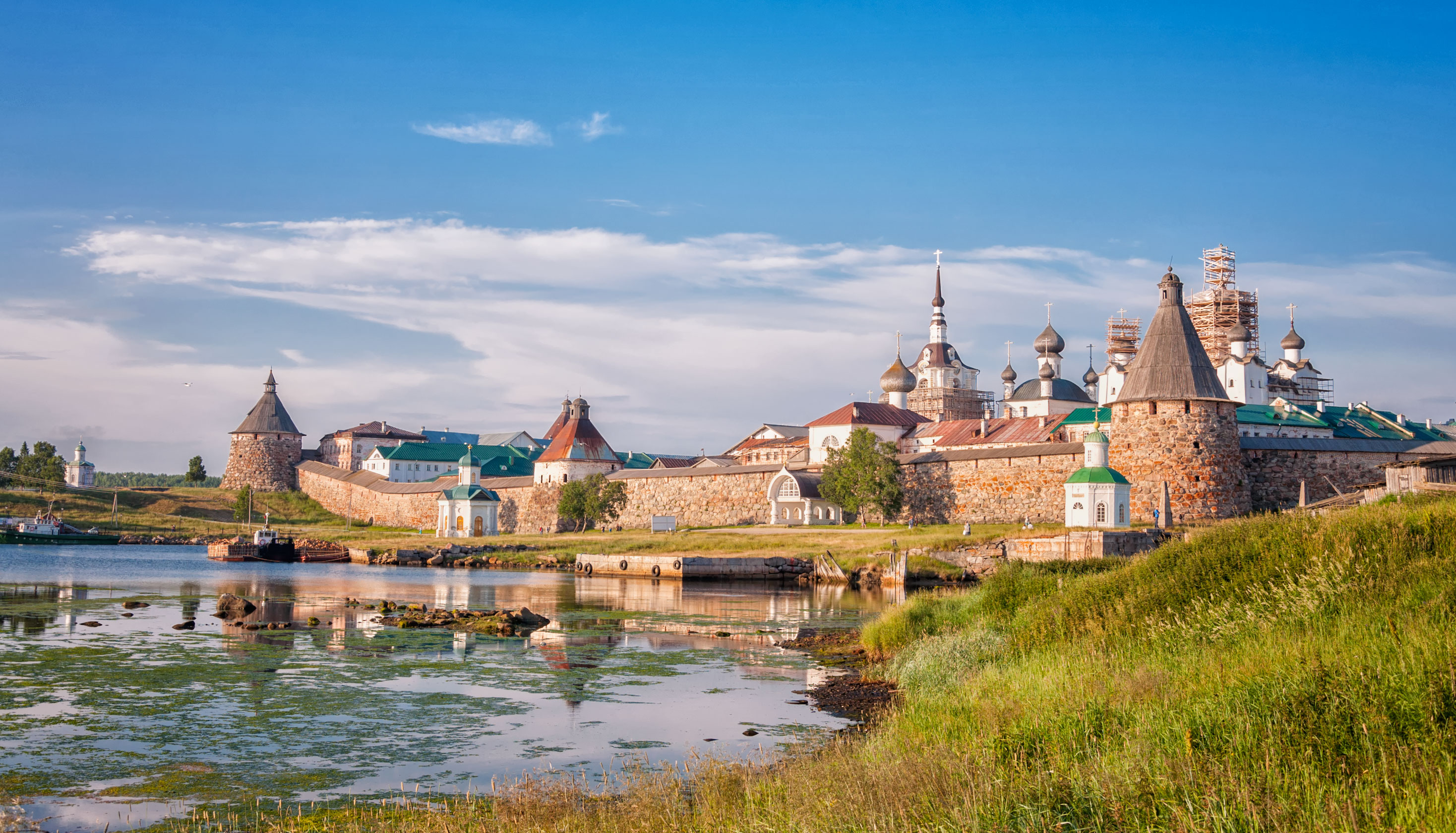
صومعه سولووتسکی
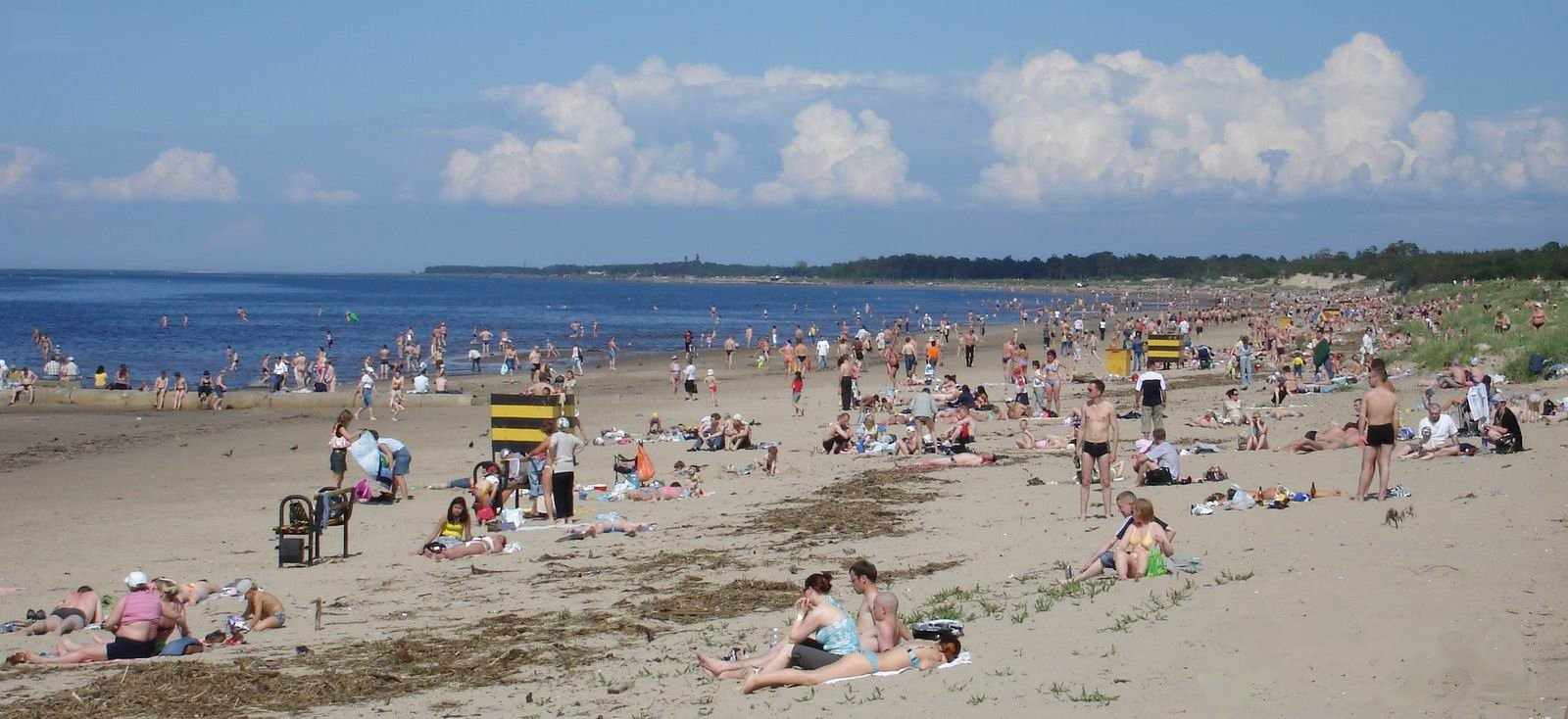
ساحل سورودوینسک در جزیره یارگی